# مایکل کاندرن
مایکل کاندرن (انگلیسی: Michael Condron؛ زادهٔ ۲۸ نوامبر ۱۹۸۵) بازیگر اهل ایرلند شمالی و کانادا است.
از فیلم‌ها یا برنامه‌های تلویزیونی که وی در آن نقش داشته‌است، می‌توان به برج، تودورها و های اسپارو اشاره کرد.